# 1740
Portal Geschichte | Portal Biografien | Aktuelle Ereignisse | Jahreskalender | Tagesartikel

◄ |
17. Jahrhundert |
18. Jahrhundert
| 19. Jahrhundert | ►

◄ |
1710er |
1720er |
1730er |
1740er
| 1750er | 1760er | 1770er | ►

◄◄ |
◄ |
1736 |
1737 |
1738 |
1739 |
1740
| 1741 | 1742 | 1743 | 1744 | ► | ►►
Staatsoberhäupter  · Nekrolog   · Musikjahr
| Januar | Januar | Januar | Januar | Januar | Januar | Januar | Januar |
| Kw     | Mo     | Di     | Mi     | Do     | Fr     | Sa     | So     |
| ------ | ------ | ------ | ------ | ------ | ------ | ------ | ------ |
| 53     |        |        |        |        | 1      | 2      | 3      |
| 1      | 4      | 5      | 6      | 7      | 8      | 9      | 10     |
| 2      | 11     | 12     | 13     | 14     | 15     | 16     | 17     |
| 3      | 18     | 19     | 20     | 21     | 22     | 23     | 24     |
| 4      | 25     | 26     | 27     | 28     | 29     | 30     | 31     |

| Februar | Februar | Februar | Februar | Februar | Februar | Februar | Februar |
| Kw      | Mo      | Di      | Mi      | Do      | Fr      | Sa      | So      |
| ------- | ------- | ------- | ------- | ------- | ------- | ------- | ------- |
| 5       | 1       | 2       | 3       | 4       | 5       | 6       | 7       |
| 6       | 8       | 9       | 10      | 11      | 12      | 13      | 14      |
| 7       | 15      | 16      | 17      | 18      | 19      | 20      | 21      |
| 8       | 22      | 23      | 24      | 25      | 26      | 27      | 28      |
| 9       | 29      |         |         |         |         |         |         |

| März | März | März | März | März | März | März | März |
| Kw   | Mo   | Di   | Mi   | Do   | Fr   | Sa   | So   |
| ---- | ---- | ---- | ---- | ---- | ---- | ---- | ---- |
| 9    |      | 1    | 2    | 3    | 4    | 5    | 6    |
| 10   | 7    | 8    | 9    | 10   | 11   | 12   | 13   |
| 11   | 14   | 15   | 16   | 17   | 18   | 19   | 20   |
| 12   | 21   | 22   | 23   | 24   | 25   | 26   | 27   |
| 13   | 28   | 29   | 30   | 31   |      |      |      |

| April | April | April | April | April | April | April | April |
| Kw    | Mo    | Di    | Mi    | Do    | Fr    | Sa    | So    |
| ----- | ----- | ----- | ----- | ----- | ----- | ----- | ----- |
| 13    |       |       |       |       | 1     | 2     | 3     |
| 14    | 4     | 5     | 6     | 7     | 8     | 9     | 10    |
| 15    | 11    | 12    | 13    | 14    | 15    | 16    | 17    |
| 16    | 18    | 19    | 20    | 21    | 22    | 23    | 24    |
| 17    | 25    | 26    | 27    | 28    | 29    | 30    |       |

| Mai | Mai | Mai | Mai | Mai | Mai | Mai | Mai |
| Kw  | Mo  | Di  | Mi  | Do  | Fr  | Sa  | So  |
| --- | --- | --- | --- | --- | --- | --- | --- |
| 17  |     |     |     |     |     |     | 1   |
| 18  | 2   | 3   | 4   | 5   | 6   | 7   | 8   |
| 19  | 9   | 10  | 11  | 12  | 13  | 14  | 15  |
| 20  | 16  | 17  | 18  | 19  | 20  | 21  | 22  |
| 21  | 23  | 24  | 25  | 26  | 27  | 28  | 29  |
| 22  | 30  | 31  |     |     |     |     |     |

| Juni | Juni | Juni | Juni | Juni | Juni | Juni | Juni |
| Kw   | Mo   | Di   | Mi   | Do   | Fr   | Sa   | So   |
| ---- | ---- | ---- | ---- | ---- | ---- | ---- | ---- |
| 22   |      |      | 1    | 2    | 3    | 4    | 5    |
| 23   | 6    | 7    | 8    | 9    | 10   | 11   | 12   |
| 24   | 13   | 14   | 15   | 16   | 17   | 18   | 19   |
| 25   | 20   | 21   | 22   | 23   | 24   | 25   | 26   |
| 26   | 27   | 28   | 29   | 30   |      |      |      |

| Juli | Juli | Juli | Juli | Juli | Juli | Juli | Juli |
| Kw   | Mo   | Di   | Mi   | Do   | Fr   | Sa   | So   |
| ---- | ---- | ---- | ---- | ---- | ---- | ---- | ---- |
| 26   |      |      |      |      | 1    | 2    | 3    |
| 27   | 4    | 5    | 6    | 7    | 8    | 9    | 10   |
| 28   | 11   | 12   | 13   | 14   | 15   | 16   | 17   |
| 29   | 18   | 19   | 20   | 21   | 22   | 23   | 24   |
| 30   | 25   | 26   | 27   | 28   | 29   | 30   | 31   |

| August | August | August | August | August | August | August | August |
| Kw     | Mo     | Di     | Mi     | Do     | Fr     | Sa     | So     |
| ------ | ------ | ------ | ------ | ------ | ------ | ------ | ------ |
| 31     | 1      | 2      | 3      | 4      | 5      | 6      | 7      |
| 32     | 8      | 9      | 10     | 11     | 12     | 13     | 14     |
| 33     | 15     | 16     | 17     | 18     | 19     | 20     | 21     |
| 34     | 22     | 23     | 24     | 25     | 26     | 27     | 28     |
| 35     | 29     | 30     | 31     |        |        |        |        |

| September | September | September | September | September | September | September | September |
| Kw        | Mo        | Di        | Mi        | Do        | Fr        | Sa        | So        |
| --------- | --------- | --------- | --------- | --------- | --------- | --------- | --------- |
| 35        |           |           |           | 1         | 2         | 3         | 4         |
| 36        | 5         | 6         | 7         | 8         | 9         | 10        | 11        |
| 37        | 12        | 13        | 14        | 15        | 16        | 17        | 18        |
| 38        | 19        | 20        | 21        | 22        | 23        | 24        | 25        |
| 39        | 26        | 27        | 28        | 29        | 30        |           |           |

| Oktober | Oktober | Oktober | Oktober | Oktober | Oktober | Oktober | Oktober |
| Kw      | Mo      | Di      | Mi      | Do      | Fr      | Sa      | So      |
| ------- | ------- | ------- | ------- | ------- | ------- | ------- | ------- |
| 39      |         |         |         |         |         | 1       | 2       |
| 40      | 3       | 4       | 5       | 6       | 7       | 8       | 9       |
| 41      | 10      | 11      | 12      | 13      | 14      | 15      | 16      |
| 42      | 17      | 18      | 19      | 20      | 21      | 22      | 23      |
| 43      | 24      | 25      | 26      | 27      | 28      | 29      | 30      |
| 44      | 31      |         |         |         |         |         |         |

| November | November | November | November | November | November | November | November |
| Kw       | Mo       | Di       | Mi       | Do       | Fr       | Sa       | So       |
| -------- | -------- | -------- | -------- | -------- | -------- | -------- | -------- |
| 44       |          | 1        | 2        | 3        | 4        | 5        | 6        |
| 45       | 7        | 8        | 9        | 10       | 11       | 12       | 13       |
| 46       | 14       | 15       | 16       | 17       | 18       | 19       | 20       |
| 47       | 21       | 22       | 23       | 24       | 25       | 26       | 27       |
| 48       | 28       | 29       | 30       |          |          |          |          |

| Dezember | Dezember | Dezember | Dezember | Dezember | Dezember | Dezember | Dezember |
| Kw       | Mo       | Di       | Mi       | Do       | Fr       | Sa       | So       |
| -------- | -------- | -------- | -------- | -------- | -------- | -------- | -------- |
| 48       |          |          |          | 1        | 2        | 3        | 4        |
| 49       | 5        | 6        | 7        | 8        | 9        | 10       | 11       |
| 50       | 12       | 13       | 14       | 15       | 16       | 17       | 18       |
| 51       | 19       | 20       | 21       | 22       | 23       | 24       | 25       |
| 52       | 26       | 27       | 28       | 29       | 30       | 31       |          |

| Januar | Januar | Januar | Januar | Januar | Januar | Januar | Januar |
| Kw     | Mo     | Di     | Mi     | Do     | Fr     | Sa     | So     |
| ------ | ------ | ------ | ------ | ------ | ------ | ------ | ------ |
| 53     |        |        |        |        | 1      | 2      | 3      |
| 1      | 4      | 5      | 6      | 7      | 8      | 9      | 10     |
| 2      | 11     | 12     | 13     | 14     | 15     | 16     | 17     |
| 3      | 18     | 19     | 20     | 21     | 22     | 23     | 24     |
| 4      | 25     | 26     | 27     | 28     | 29     | 30     | 31     |

| Februar | Februar | Februar | Februar | Februar | Februar | Februar | Februar |
| Kw      | Mo      | Di      | Mi      | Do      | Fr      | Sa      | So      |
| ------- | ------- | ------- | ------- | ------- | ------- | ------- | ------- |
| 5       | 1       | 2       | 3       | 4       | 5       | 6       | 7       |
| 6       | 8       | 9       | 10      | 11      | 12      | 13      | 14      |
| 7       | 15      | 16      | 17      | 18      | 19      | 20      | 21      |
| 8       | 22      | 23      | 24      | 25      | 26      | 27      | 28      |
| 9       | 29      |         |         |         |         |         |         |

| März | März | März | März | März | März | März | März |
| Kw   | Mo   | Di   | Mi   | Do   | Fr   | Sa   | So   |
| ---- | ---- | ---- | ---- | ---- | ---- | ---- | ---- |
| 9    |      | 1    | 2    | 3    | 4    | 5    | 6    |
| 10   | 7    | 8    | 9    | 10   | 11   | 12   | 13   |
| 11   | 14   | 15   | 16   | 17   | 18   | 19   | 20   |
| 12   | 21   | 22   | 23   | 24   | 25   | 26   | 27   |
| 13   | 28   | 29   | 30   | 31   |      |      |      |

| April | April | April | April | April | April | April | April |
| Kw    | Mo    | Di    | Mi    | Do    | Fr    | Sa    | So    |
| ----- | ----- | ----- | ----- | ----- | ----- | ----- | ----- |
| 13    |       |       |       |       | 1     | 2     | 3     |
| 14    | 4     | 5     | 6     | 7     | 8     | 9     | 10    |
| 15    | 11    | 12    | 13    | 14    | 15    | 16    | 17    |
| 16    | 18    | 19    | 20    | 21    | 22    | 23    | 24    |
| 17    | 25    | 26    | 27    | 28    | 29    | 30    |       |

| Mai | Mai | Mai | Mai | Mai | Mai | Mai | Mai |
| Kw  | Mo  | Di  | Mi  | Do  | Fr  | Sa  | So  |
| --- | --- | --- | --- | --- | --- | --- | --- |
| 17  |     |     |     |     |     |     | 1   |
| 18  | 2   | 3   | 4   | 5   | 6   | 7   | 8   |
| 19  | 9   | 10  | 11  | 12  | 13  | 14  | 15  |
| 20  | 16  | 17  | 18  | 19  | 20  | 21  | 22  |
| 21  | 23  | 24  | 25  | 26  | 27  | 28  | 29  |
| 22  | 30  | 31  |     |     |     |     |     |

| Juni | Juni | Juni | Juni | Juni | Juni | Juni | Juni |
| Kw   | Mo   | Di   | Mi   | Do   | Fr   | Sa   | So   |
| ---- | ---- | ---- | ---- | ---- | ---- | ---- | ---- |
| 22   |      |      | 1    | 2    | 3    | 4    | 5    |
| 23   | 6    | 7    | 8    | 9    | 10   | 11   | 12   |
| 24   | 13   | 14   | 15   | 16   | 17   | 18   | 19   |
| 25   | 20   | 21   | 22   | 23   | 24   | 25   | 26   |
| 26   | 27   | 28   | 29   | 30   |      |      |      |

| Juli | Juli | Juli | Juli | Juli | Juli | Juli | Juli |
| Kw   | Mo   | Di   | Mi   | Do   | Fr   | Sa   | So   |
| ---- | ---- | ---- | ---- | ---- | ---- | ---- | ---- |
| 26   |      |      |      |      | 1    | 2    | 3    |
| 27   | 4    | 5    | 6    | 7    | 8    | 9    | 10   |
| 28   | 11   | 12   | 13   | 14   | 15   | 16   | 17   |
| 29   | 18   | 19   | 20   | 21   | 22   | 23   | 24   |
| 30   | 25   | 26   | 27   | 28   | 29   | 30   | 31   |

| August | August | August | August | August | August | August | August |
| Kw     | Mo     | Di     | Mi     | Do     | Fr     | Sa     | So     |
| ------ | ------ | ------ | ------ | ------ | ------ | ------ | ------ |
| 31     | 1      | 2      | 3      | 4      | 5      | 6      | 7      |
| 32     | 8      | 9      | 10     | 11     | 12     | 13     | 14     |
| 33     | 15     | 16     | 17     | 18     | 19     | 20     | 21     |
| 34     | 22     | 23     | 24     | 25     | 26     | 27     | 28     |
| 35     | 29     | 30     | 31     |        |        |        |        |

| September | September | September | September | September | September | September | September |
| Kw        | Mo        | Di        | Mi        | Do        | Fr        | Sa        | So        |
| --------- | --------- | --------- | --------- | --------- | --------- | --------- | --------- |
| 35        |           |           |           | 1         | 2         | 3         | 4         |
| 36        | 5         | 6         | 7         | 8         | 9         | 10        | 11        |
| 37        | 12        | 13        | 14        | 15        | 16        | 17        | 18        |
| 38        | 19        | 20        | 21        | 22        | 23        | 24        | 25        |
| 39        | 26        | 27        | 28        | 29        | 30        |           |           |

| Oktober | Oktober | Oktober | Oktober | Oktober | Oktober | Oktober | Oktober |
| Kw      | Mo      | Di      | Mi      | Do      | Fr      | Sa      | So      |
| ------- | ------- | ------- | ------- | ------- | ------- | ------- | ------- |
| 39      |         |         |         |         |         | 1       | 2       |
| 40      | 3       | 4       | 5       | 6       | 7       | 8       | 9       |
| 41      | 10      | 11      | 12      | 13      | 14      | 15      | 16      |
| 42      | 17      | 18      | 19      | 20      | 21      | 22      | 23      |
| 43      | 24      | 25      | 26      | 27      | 28      | 29      | 30      |
| 44      | 31      |         |         |         |         |         |         |

| November | November | November | November | November | November | November | November |
| Kw       | Mo       | Di       | Mi       | Do       | Fr       | Sa       | So       |
| -------- | -------- | -------- | -------- | -------- | -------- | -------- | -------- |
| 44       |          | 1        | 2        | 3        | 4        | 5        | 6        |
| 45       | 7        | 8        | 9        | 10       | 11       | 12       | 13       |
| 46       | 14       | 15       | 16       | 17       | 18       | 19       | 20       |
| 47       | 21       | 22       | 23       | 24       | 25       | 26       | 27       |
| 48       | 28       | 29       | 30       |          |          |          |          |

| Dezember | Dezember | Dezember | Dezember | Dezember | Dezember | Dezember | Dezember |
| Kw       | Mo       | Di       | Mi       | Do       | Fr       | Sa       | So       |
| -------- | -------- | -------- | -------- | -------- | -------- | -------- | -------- |
| 48       |          |          |          | 1        | 2        | 3        | 4        |
| 49       | 5        | 6        | 7        | 8        | 9        | 10       | 11       |
| 50       | 12       | 13       | 14       | 15       | 16       | 17       | 18       |
| 51       | 19       | 20       | 21       | 22       | 23       | 24       | 25       |
| 52       | 26       | 27       | 28       | 29       | 30       | 31       |          |

## Ereignisse

### Politik und Weltgeschehen

#### Heiliges Römisches Reich
- 31. Mai: Friedrich der Große folgt seinem Vater Friedrich Wilhelm I. nach dessen Tod als König in Preußen.
- 3. Juni: Wenige Tage nach seinem Amtsantritt lässt Preußens Herrscher Friedrich der Große per Kabinettsorder die „Tortur“ abschaffen, ausgenommen bei Hochverrat, Landesverrat und „großen“ Mordtaten mit mehreren Tätern oder Opfern.
- 30. Juni: Friedrich II. ernennt den Grafen Kurt Christoph von Schwerin zum preußischen Generalfeldmarschall.

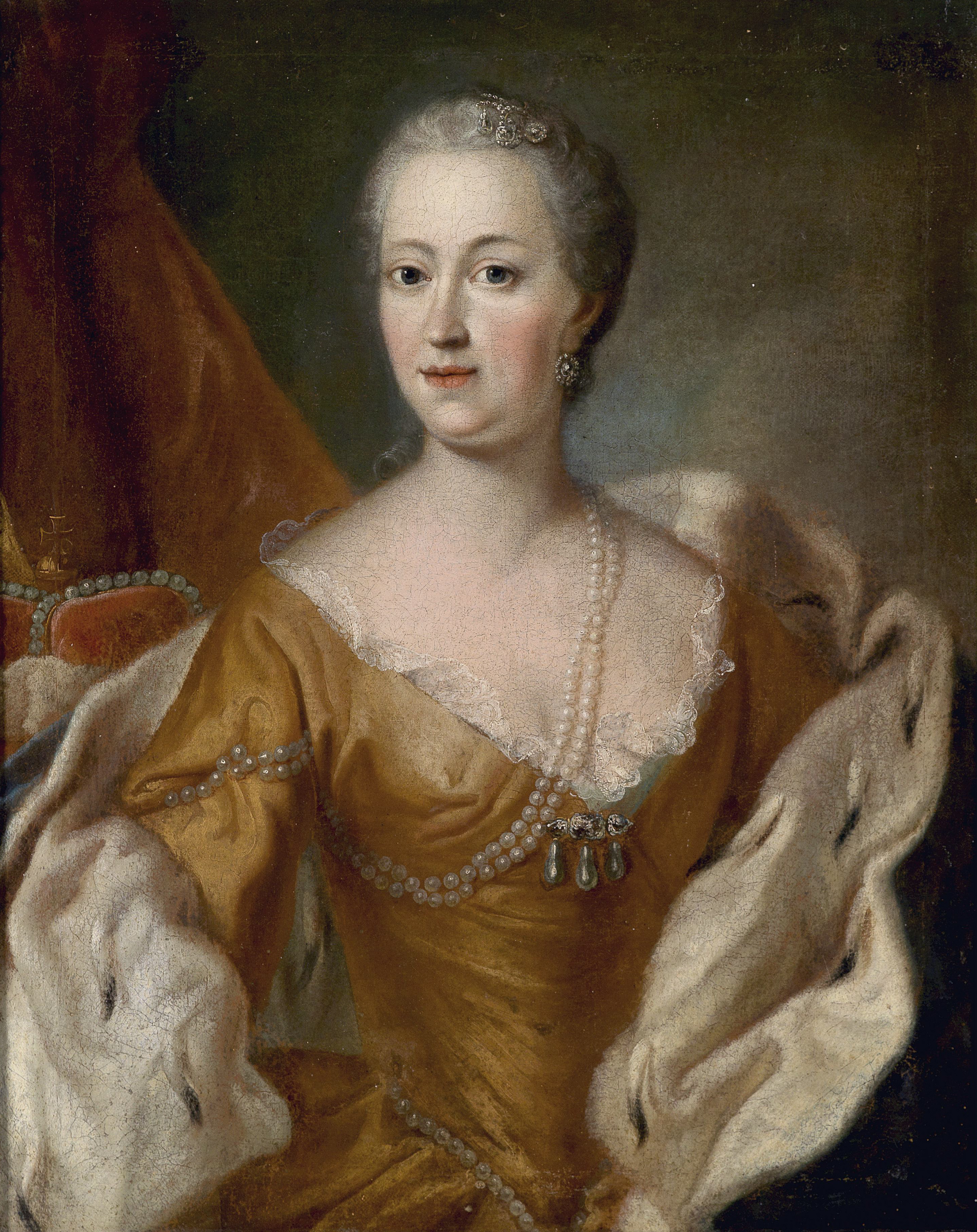
Maria Theresia um 1740

- 20. Oktober: Die 23-jährige Maria Theresia folgt ihrem Vater Kaiser Karl VI. nach als Erzherzogin von Österreich und Königin von Ungarn. Der Tod des Kaisers löst den Österreichischen Erbfolgekrieg aus. Zu Beginn ihrer Regierung stützt sich Maria Theresia weiter auf den Beraterstab ihres Vaters, dem unter anderem der Obersthofkanzler Philipp Ludwig Wenzel von Sinzendorf, der Hofkammerpräsident Thomas Gundacker von Starhemberg und der Geheime Staatssekretär Johann Christoph Bartenstein angehören.
- 16. Dezember: Erster Schlesischer Krieg: Friedrich der Große besetzt das zu Österreich gehörende Schlesien. In der Folge beginnen die Schlesischen Kriege.

#### Russland
- 17. Oktober: Bironowschtschina: Nach dem Tod der russischen Kaiserin Anna wird ihr erst im August geborener Großneffe als Iwan VI. unter Regentschaft zum Kaiser ernannt. Der Tod der Kaiserin löst Wirren aus, die erst 1741 mit der Thronbesteigung der Kaiserin Elisabeth Petrowna überwunden werden.

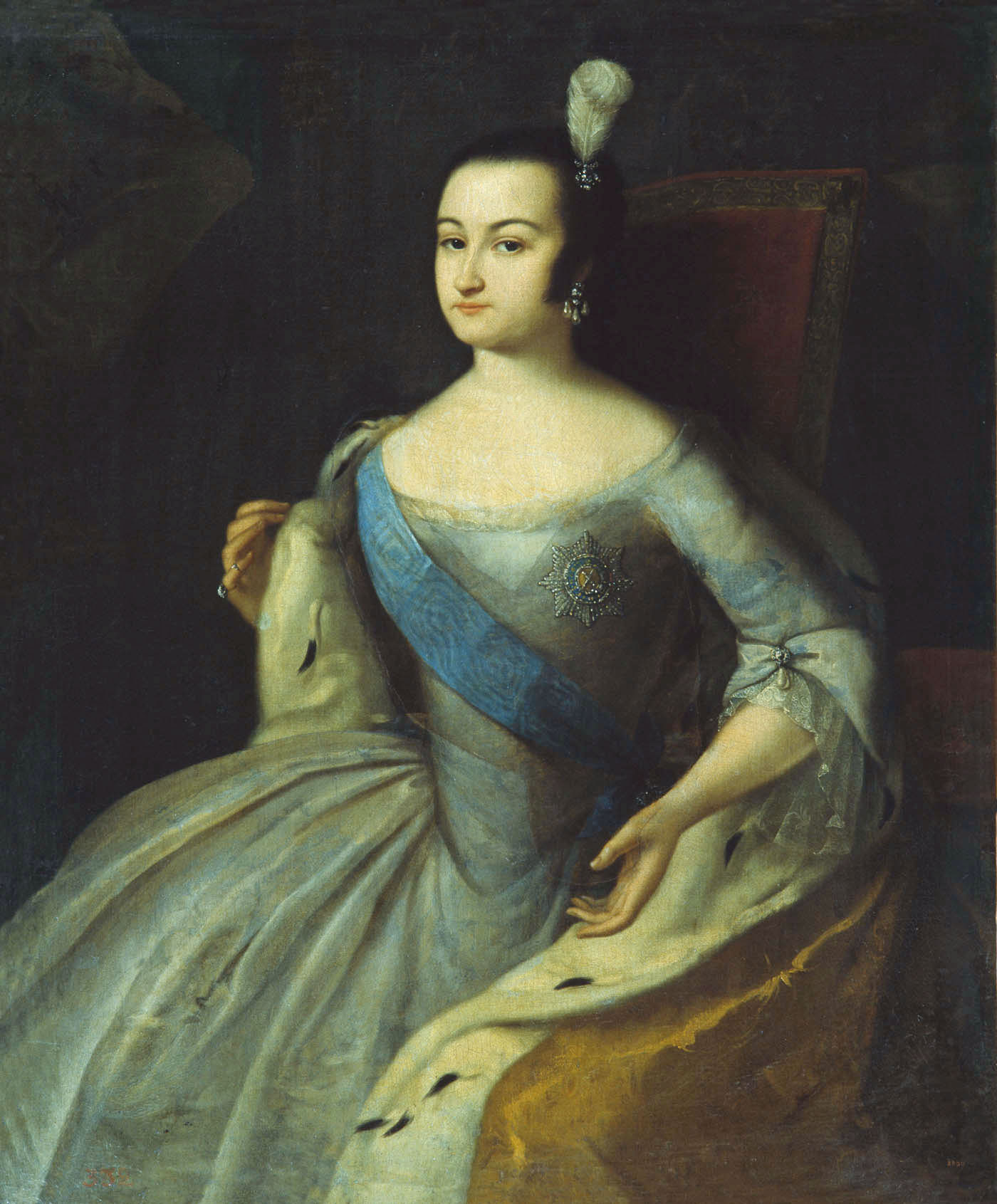
Porträt Annas Leopoldownas von Louis Caravaque, 1740

- 18. November: Der Regent Ernst Johann von Biron wird von Burkhard Christoph von Münnich gestürzt, vor Gericht gestellt und zum Tode verurteilt. Vor der Vollstreckung des Urteils wird er begnadigt und in den hohen Norden nach Pelym verbannt. Die Regentschaft übernimmt die Mutter des Kaisers, Großfürstin Anna Leopoldowna.
- 27. Dezember: Im Preußisch-russischen Allianzvertrag schließen die beiden Mächte ein Defensivbündnis gegen Österreich. Es soll Friedrich II. den Rücken im Falle eines schwedischen oder polnischen Angriffs freihalten, und Russland von einem Vorgehen gegen Preußen abhalten.

#### Weitere Ereignisse in Europa

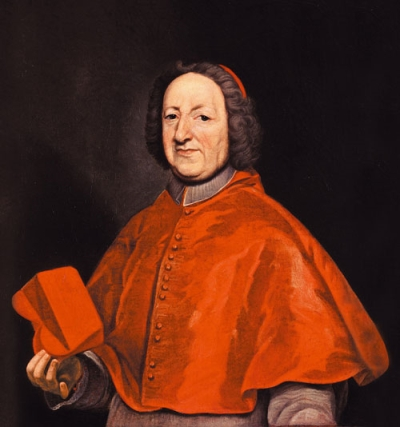
Kardinal Alberoni

- 5. Februar: Der im Oktober zuvor mit Truppen in die Republik San Marino eingefallene päpstliche Legat Giulio Alberoni muss das Land nach einem Befehl von Papst Clemens XII. wieder räumen.

#### Asien

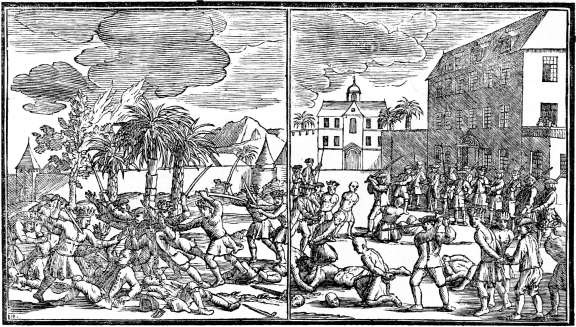
Ermordung chinesischer Gefangener

- 9. bis 22. Oktober: In Niederländisch-Indien kommt es zum Massaker von Batavia.
- Der persische Herrscher Nadir Schah erobert die usbekische Hauptstadt Buchara.
- Kokand wird Hauptstadt des gleichnamigen Khanats.
- Das Volk der Mon in Pegu rebelliert gegen die Taungu-Dynastie in Myanmar und erringt seine Unabhängigkeit.

#### Amerika
- 1. Januar: Britische Kolonisierung Amerikas: Die Briten beginnen im War of Jenkins’ Ear von Georgia aus mit dem Angriff auf die spanische Kolonie Florida. Die am 31. Mai begonnene Belagerung des spanischen St. Augustine muss jedoch abgebrochen werden, als die Spanier Anfang Juli Verstärkung aus Havanna erhalten.
- Unter dem Eindruck der Stono Rebellion wird in South Carolina ein neues Sklavengesetz verabschiedet, das sich inhaltlich an das Sklavengesetz von Barbados anlehnt und als Negro Act bekannt wird. Die Rechte der Sklaven werden darin weiter eingeschränkt. Die Tötung eines Sklaven durch einen Weißen wird nur noch als Vergehen eingestuft, das lediglich mit einer Geldbuße bestraft wird. Sklaven, die einen Aufstand oder eine gemeinschaftliche Flucht vorbereiten, können mit dem Tode bestraft werden. Das Gesetz regelt bis ins Detail das Alltagsleben der Sklaven, z. B. welche Kleidung sie tragen dürfen. Gänzlich aberkannt werden den Sklaven auch die Versammlungsfreiheit und das Recht, Lesen und Schreiben zu lernen. Bis zur Abschaffung der Sklaverei im Jahre 1865 bleibt das Gesetz weitgehend unverändert.
- In Mexiko beginnt ein Aufstand der Yaqui, der langfristig zum Ende der jesuitischen Mission führt.

### Wirtschaft
Der Buchdrucker und Verleger Ambrosius Haude gründet in Berlin die Spenersche Zeitung. Die erste Ausgabe erscheint am 30. Juni. Die neue Zeitung profitiert von der nach dem Herrschaftsantritt Friedrichs II. erfolgten teilweisen Aufhebung der Zensur in Preußen, das damit die erste absolute Monarchie mit einer eingeschränkten Pressefreiheit ist.
- Henricus Oldenkott produziert in Weesp erstmals Tabakwaren.

### Wissenschaft und Technik
- 10. September: Friedrich II. ruft den Philosophen Christian Wolff an die Universität Halle zurück und macht damit die Ausweisung durch seinen Vater Friedrich Wilhelm I. rückgängig.

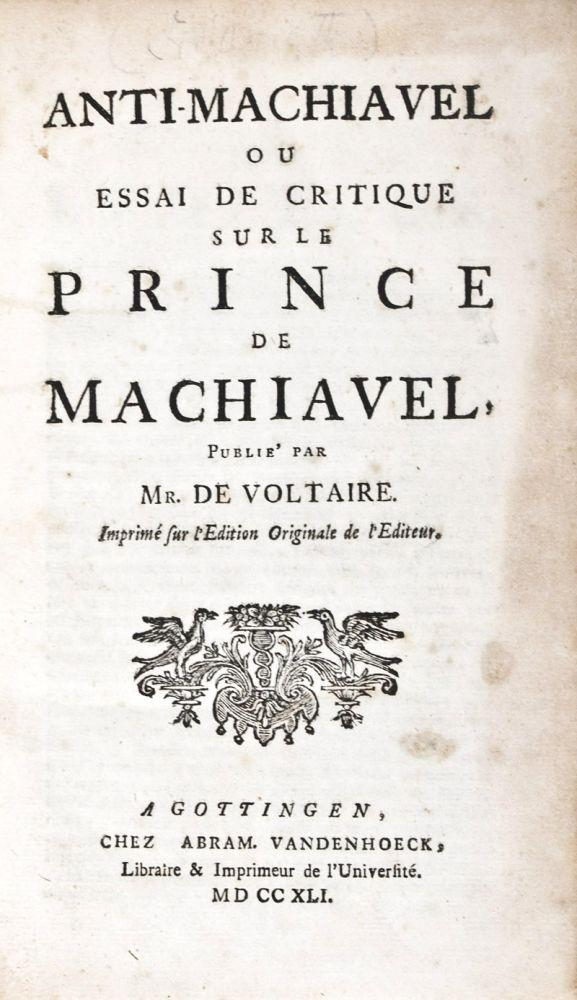
Titelblatt des Anti-Machiavel

- Voltaire gibt die von Friedrich II. verfasste Abhandlung Anti-Machiavel, oder Versuch einer Kritik über Nic. Machiavels Regierungskunst eines Fürsten heraus.

### Kultur

#### Musik und Theater
- 27. Februar: Die Uraufführung des dreiteiligen Oratoriums L’Allegro, il Penseroso ed il Moderato von Georg Friedrich Händel findet mit großem Erfolg am Theater in Lincoln’s Inn Fields statt. Das Libretto von Charles Jennens basiert auf zwei Dichtungen von John Milton.
- 1. August: Das Lied Rule, Britannia! des englischen Komponisten Thomas Augustine Arne und der Texter James Thomson und David Mallet wird erstmals auf dem Landsitz des Prince of Wales, Friedrich Ludwig von Hannover, aufgeführt.

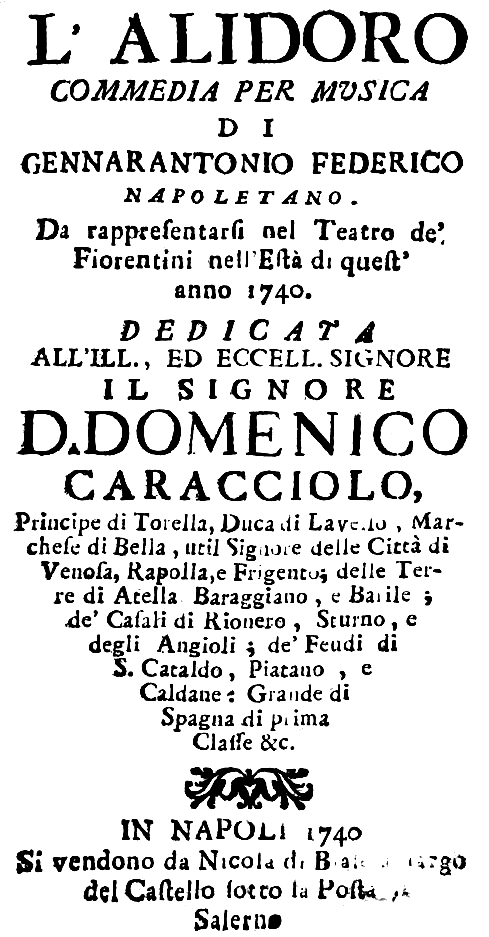
Titelblatt des Librettos von 1740

- Sommer: L’Alidoro, eine opera buffa von Leonardo Leo nach dem Libretto von Gennaro Antonio Federico hat ihre Uraufführung am Teatro dei Fiorentini in Neapel.

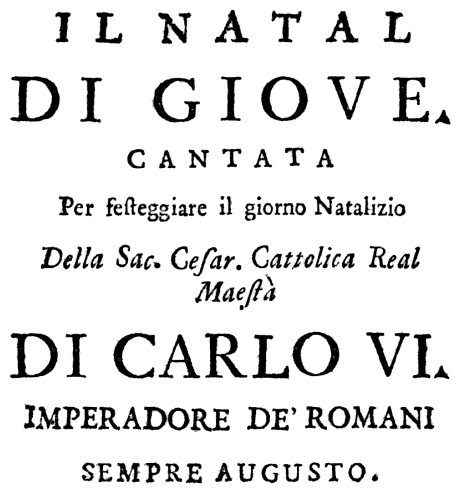
Titelblatt des Wiener Librettos

- 1. Oktober: Die Serenata Il natal di Giove (Die Geburt Jupiters) von Giuseppe Bonno auf das Libretto von Pietro Metastasio wird anlässlich des Geburtstags von Kaiser Karl VI. in den Privatgemächern der kaiserlichen Residenz der Favorita in Wien von den Erzherzoginnen Maria Theresia und Maria Anna, dem Prinzen Charles de Lorraine und zwei Mitgliedern des Hofstaates uraufgeführt.
- 22. November: Das Dramma per musica Imeneo von Georg Friedrich Händel hat seine Uraufführung in London. Die Reaktionen der Kritik und des Publikums sind gemischt.

### Gesellschaft

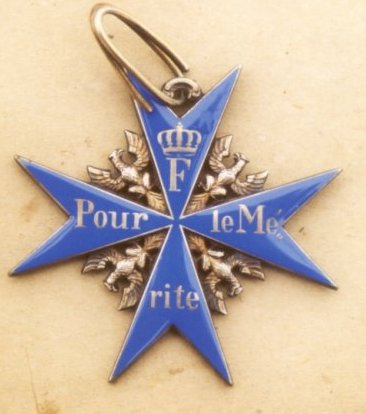
Pour le Mérite

- Juni: Kurz nach seiner Thronbesteigung gestaltet Friedrich II. den 1667 gestifteten Orden De la Générosité in den Orden Pour le Mérite um, mit dem hauptsächlich militärische Verdienste belohnt werden sollen.
- Berlin durchbricht als erste deutsche Stadt die 100.000-Einwohner-Grenze und wird damit zur Großstadt.
- Der im Dienste der Niederländischen Ostindien-Kompanie in Bengalen stehende Kaufmann Jan Albert Sichterman verkauft ein zahmes Nashorn an Kapitän Douwe Mout van der Meer, der dieses mit nach Europa nimmt.

### Religion
- 19. Februar: Zwei Wochen nach dem Tod von Papst Clemens XII. am 6. Februar tritt das Konklave zu Wahl seiner Nachfolge zusammen. Zu diesem Zeitpunkt sind von den 68 lebenden Kardinälen erst 32 anwesend; bis zum April treffen noch weitere 24 ein.
- 17. August: Prospero Lambertini, Erzbischof von Bologna, wird nach schwierigem, über ein halbes Jahr dauerndem Konklave zum Papst gewählt und nimmt den Namen Benedikt XIV. an.
- 3. Dezember: Papst Benedikt XIV. begründet in der römisch-katholischen Kirche die Tradition der Enzykliken. Das erste Lehrschreiben unter dem Titel Ubi primum befasst sich mit den Pflichten der Bischöfe und ihrer Amtsführung.
- 14. Dezember: Stephana Quinzani wird von Papst Benedikt XIV. seliggesprochen.
- Das Patriarchat von Kilikien der Armenisch-Katholischen Kirche wird mit der Wahl und römischer Bestätigung des Erzbischofs Abraham Ardzivian von Aleppo zum armenischen Patriarchen (Katholikos) von Sis in Kilikien begründet.

### Katastrophen
Bei einer Pestepidemie in Messina kommen über 30.000 Menschen um.

### Natur und Umwelt
Der Winter von 1740/41 ist ungewöhnlich streng. In Connecticut (Amerika) sind Flüsse bis Mitte April gefroren. In Europa frieren die Seine und der Bodensee zu. In Irland kommt es in Verbindung mit einer Dürre im Frühjahr zu einer Hungersnot.

## Historische Karten und Ansichten

Herzogtum Kurland und Semgallen 1740

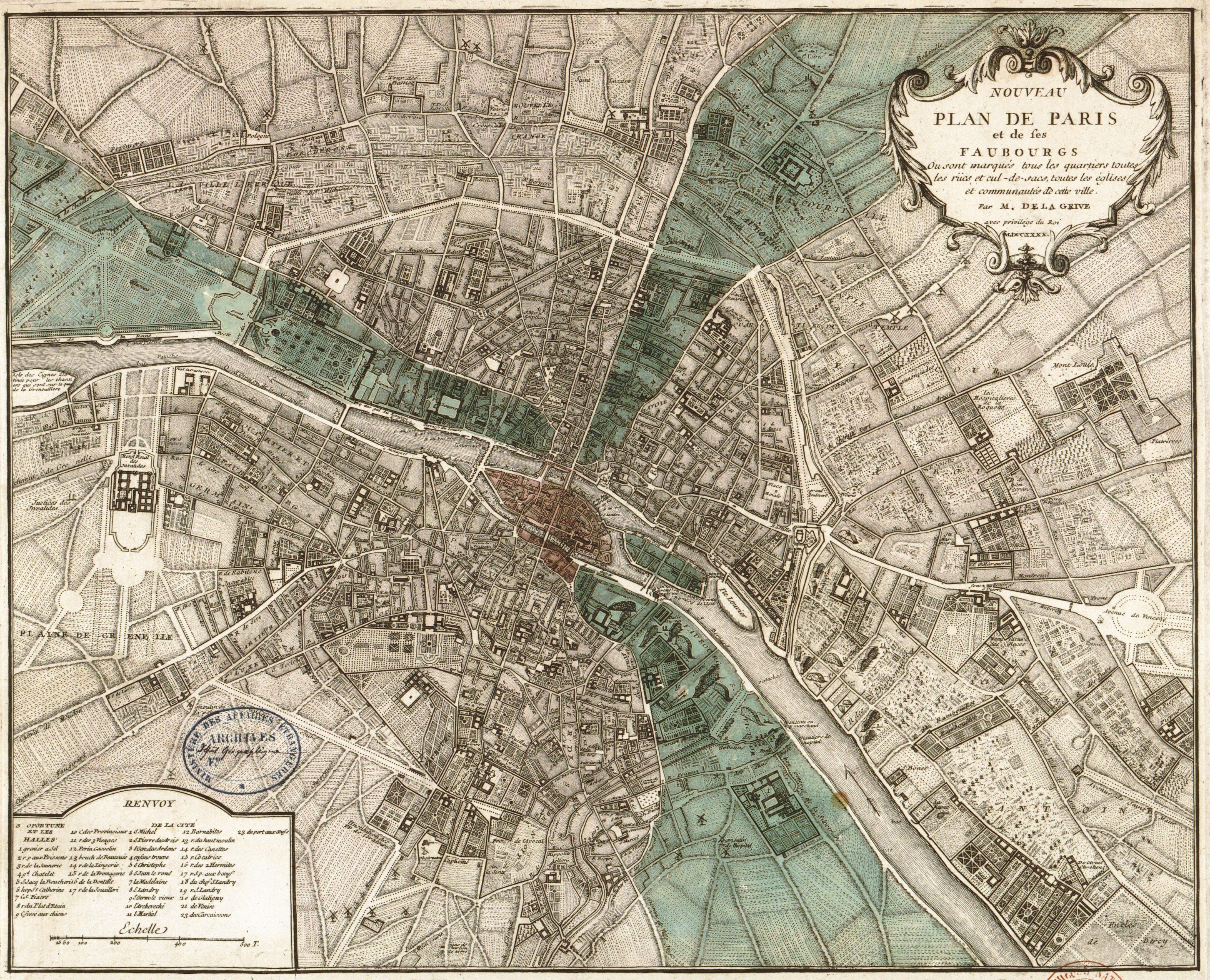
Karte von Paris 1740

## Geboren

### Januar bis April
- 04. Januar: Ernestine Auguste Sophie von Sachsen-Weimar-Eisenach, Herzogin von Sachsen-Hildburghausen († 1786)
- 08. Januar: Manuel Bayeu, spanischer Maler († 1809)
- 12. Januar: Samuel Gottfried Geyser, deutscher Pädagoge und evangelischer Theologe († 1808)
- 12. Januar: Maria Karolina von Österreich, österreichische Prinzessin († 1741)
- 03. Februar: Blasius Bernauer, deutscher Orgelbauer († 1818)
- 04. Februar: Adam-Philippe de Custine, französischer General († 1793)
- 13. Februar: Sophie Arnould, französische Opernsängerin und Salonnière der Aufklärung († 1802 oder 1803)
- 15. Februar: Juan Andrés y Morell, spanischer Jesuit († 1817)
- 16. Februar: Giambattista Bodoni, italienischer Schriftentwerfer, Buchdrucker und Verleger († 1813)
- 17. Februar: Horace-Bénédict de Saussure, Schweizer Naturforscher († 1799)
- 17. Februar: John Sullivan, US-amerikanischer Politiker, General († 1795)
- 22. Februar: Josef Valentin Adamberger, deutscher Opernsänger († 1804)
- 28. Februar: Johanna Isabella Eleonore von Wallenrodt, deutsche Schriftstellerin († 1819)
- 04. März: Friedrich Wilhelm Dresde, deutscher Sprachwissenschaftler und lutherischer Theologe († 1805)
- 04. März: August Christian Lebrecht von Krafft, königlich preußischer Generalmajor († 1813)
- 06. März (getauft): Joseph Keller, deutscher Maler († 1823)
- 16. März (getauft): Jacob Schweppe, deutscher Uhrmacher und Silberschmied, Erfinder und Getränkehersteller († 1821)
- 23. März: Bonavita Blank, deutscher Naturforscher und Fossiliensammler († 1827)
- 26. März: Jonathan Trumbull, US-amerikanischer Politiker, Gouverneur von Connecticut († 1809)
- 27. März: Niklaus Franz von Bachmann, Schweizer Militärführer († 1831)
- 06. April: Christoph Gottlieb Bogislav von Barnekow, preußischer Oberforstmeister und Gutsbesitzer († 1829)
- 08. April: Bernard-René Jordan de Launay, französischer Adliger, letzter Kommandant der Bastille in Paris († 1789)
- 17. April: Friedrich Pischelberger, Wiener Kontrabassist († 1813)

### Mai bis August
- 01. Mai: Josaphat Bastašić, Bischof der griechisch-katholischen Diözese Križevci († 1793)
- 02. Mai: Elias Boudinot, US-amerikanischer Politiker, Präsident des Kontinentalkongresses († 1821)
- 05. Mai: Joseph Leonz Andermatt, Schweizer Militär und Politiker, General der Helvetischen Republik († 1817)
- 07. Mai: Christian Gottlieb Starklof, oldenburgischer Kammerdiener und Postdirektor († 1817)
- 09. Mai: Giovanni Paisiello, neapolitanischer Komponist († 1816)
- 19. Mai: Joseph Franz Weigl, österreichischer Cellist († 1820)
- 21. Mai (getauft): Gaspare Pacchierotti, italienischer Opernsänger und Kastrat († 1821)
- 24. Mai: Edmund Angerer, österreichischer Benediktinerpater und Kirchenmusiker († 1794)
- 28. Mai: Fedot Iwanowitsch Schubin, russischer Bildhauer († 1805)

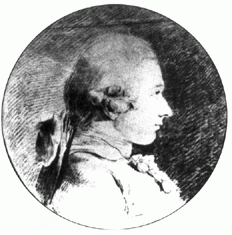
Porträt des Marquis de Sade

- 02. Juni: Marquis de Sade, französischer Adeliger und Schriftsteller († 1814)
- 06. Juni: Louis-Sébastien Mercier, französischer Schriftsteller († 1814)
- 07. Juni: Ferdinand Kobell, deutscher Maler, Kupferstecher und Radierer († 1799)
- 08. Juni: Johann Georg Krafft, deutscher evangelischer Theologe und Hochschullehrer († 1772)
- 22. Juni: Georg Ludwig von Edelsheim, badischer Minister († 1814)
- 24. Juni: Juan Ignacio Molina, chilenischer Priester und Naturforscher († 1829)
- 25. Juni: Johann Christian Volkhart, deutscher evangelischer Geistlicher und Schulleiter († 1823)
- 07. Juli: John Williams, US-amerikanischer Politiker und Offizier († 1804)
- 10. Juli: Christoph Burckhardt, Schweizer Kaufmann und Sklavenhändler († 1812)
- 10. Juli: Karl Gotthelf Lessing, Biograph und Nachlassverwalters seines Bruders Gotthold Ephraim Lessing († 1812)
- 15. Juli: Archibald Douglas-Hamilton, 9. Duke of Hamilton, schottischer Adeliger († 1819)
- 15. Juli: Johanna Cornelia von Oeyen, Äbtissin des Klosters Gnadental in Neuss
- 22. Juli: Jacques Bernard d’Anselme, französischer Generalleutnant († 1814)
- 25. Juli: Ignaz Cornova, italienischer Priester, Historiker, Pädagoge und Dichter in Böhmen († 1822)
- 25. Juli: Bonaventura von Rauch, preußischer Generalmajor († 1814)
- 27. Juli: Jeanne Baret, französische Naturforscherin und Weltumseglerin († 1807)
- 02. August: Dietrich Leberecht von Schimonsky, preußischer Generalmajor († 1826)
- 10. August: Samuel Arnold, englischer Komponist († 1802)
- 10. August: Leopold III. Friedrich Franz, Herzog von Anhalt-Dessau († 1817)
- 10. August: Johann Peter Bucher, deutscher Rechtswissenschaftler († 1820)
- 11. August: Eleazer McComb, US-amerikanischer Politiker († 1798)
- 15. August: Matthias Claudius, deutscher Schriftsteller und Journalist († 1815)

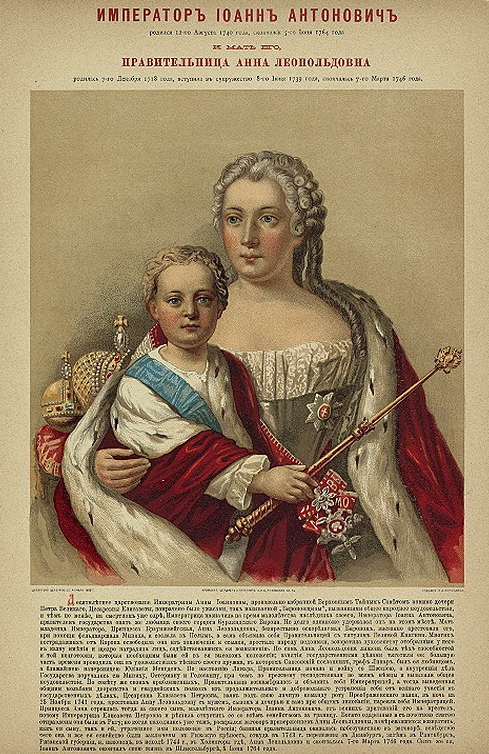
Iwan VI. mit seiner Mutter

- 23. August: Iwan VI., Kaiser von Russland († 1764)
- 26. August: Joseph Michel Montgolfier, französischer Flugpionier († 1810)
- 31. August: Johann Friedrich Oberlin, elsässischer evangelischer Pfarrer, Pädagoge und Sozialpionier († 1826)

### September bis Dezember
- 02. September: Johann Martin Anwander, österreichischer Orgelbauer († 1798)
- 02. September: Johann Georg Jacobi, deutscher Dichter und Publizist († 1814)
- 08. September: Johan Tobias Sergel, schwedischer Bildhauer und Zeichner († 1814)
- 09. September: Caspar Steinlin, Bürgermeister von St. Gallen (Schweiz) († 1814)
- 10. September: Nicolau Tolentino de Almeida, portugiesischer Jurist, Lyriker und Satiriker († 1811)
- 12. September: Johann Heinrich Jung genannt Jung-Stilling, deutscher Augenarzt, Wirtschaftswissenschaftler und Schriftsteller († 1817)
- 13. September: Marc-Antoine Berdolet, Bischof von Aachen († 1809)
- 21. September: Iwan Iwanowitsch Lepjochin, russischer Arzt, Botaniker, Zoologe und Forschungsreisender († 1802)
- 21. September: Mateo Pumacahua, Offizier indigener Herkunft im spanischen Vizekönigreich Peru († 1815)
- 23. September: Go-Sakuramachi, Kaiserin von Japan († 1813)
- 23. September: Jacques-André Mallet, Schweizer Mathematiker und Astronom († 1790)
- 29. September: Thomas Percival, englischer Arzt und Autor († 1804)
- 03. Oktober: Karl Gottlieb von Tschepe, preußischer Generalmajor († 1826)
- 07. Oktober: Christoph Dionysius von Seeger, deutscher Lehrer und Hauptorganisator der Hohen Karlsschule († 1808)
- 11. Oktober: Friedrich Ernst Constantin von Arnold, deutscher Landrat und Gutsbesitzer († 1798)
- 20. Oktober: Carlo Francesco Maria Caselli, italienischer Kardinal († 1828)
- 20. Oktober: Isabelle de Charrière, niederländisch-schweizerische französischsprachige Schriftstellerin († 1805)
- 21. Oktober: Robert Abercromby, britischer General und Oberbefehlshaber in Indien († 1827)
- 29. Oktober: Friedrich August, Herzog zu Braunschweig und Lüneburg sowie preußischer General († 1805)
- 29. Oktober: James Boswell, schottischer Schriftsteller und Rechtsanwalt († 1795)
- 31. Oktober: Philipp Jakob Loutherbourg der Jüngere, britisch-französischer Maler, Radierer und Aquatinta-Stecher († 1812)
- 31. Oktober: William Paca, Delegierter von Maryland im Kontinentalkongress († 1799)
- 01. November: Stephen Heard, US-amerikanischer Politiker, Gouverneur von Georgia († 1815)
- 04. November: Augustus Montague Toplady, englischer Geistlicher und Lieddichter († 1778)
- 10. November: Maria Kunigunde von Sachsen, Stiftsdame und Fürstäbtissin zu Essen († 1826)
- 14. November: Johann van Beethoven, kurkölnischer Hofmusikus, Vater von Ludwig van Beethoven († 1792)
- 24. November: John Bacon, britischer Bildhauer, Porzellanmaler und Modelleur († 1799)
- 24. November: Samuel Allyne Otis, US-amerikanischer Politiker († 1814)
- 06. Dezember: Nicola Spedalieri, italienischer Philosoph, Priester und Autor († 1795)
- 12. Dezember: Akera Kankō, japanischer Dichter († 1800)
- 13. Dezember: Franz Xaver Schnizer, deutscher Komponist und Organist († 1785)
- 20. Dezember: Arthur Lee, US-amerikanischer Politiker und Diplomat († 1792)
- 23. Dezember: Elisabeth Olin, schwedische Opernsängerin († 1828)
- 31. Dezember: Heinrich Dietrich von Grolman, Jurist, preußischer Wirklicher Geheimer Rat, Präsident des Geheimen Obertribunals und Mitglied des Staatsrats († 1840)

### Genaues Geburtsdatum unbekannt
- Catherine Éléonore Bénard, französische Hofdame und Mätresse Ludwigs XV. († 1769)
- Bazyli Bohdanowicz, polnischer Komponist († 1817)
- Friedrich Heinrich von Katte, preußischer Generalleutnant und Ritter des Roten Adlerordens († 1813)
- Charles O’Hara, britischer Offizier († 1802)
- William Smellie, schottischer Enzyklopädist und Naturforscher († 1795)
- Isaac Smith, US-amerikanischer Politiker († 1807)
- Ienăchiță Văcărescu, walachischer Diplomat, Dichter, Historiker, Romanist und Rumänist († 1797)

### Geboren um 1740
- Johann Friedrich Scheuchler, deutscher Beamter († 1791)

## Gestorben

### Erstes Halbjahr
- 05. Januar: Antonio Lotti, venezianischer Komponist (* 1667)
- 21. Januar: Jacques Cassard, französischer Kapitän und Freibeuter (* 1679)
- 25. Januar: Geminiano Giacomelli, italienischer Komponist und Gesangslehrer (* 1692)
- 27. Januar: Louis IV. Henri de Bourbon, Fürst von Condé (* 1692)
- 06. Februar: Lorenzo Corsini, unter dem Namen Clemens XII. Papst (* 1652)
- 09. Februar: Vincent Lübeck, preußischer Komponist (* 1654)
- 23. Februar: Taco Hajo van den Honert, deutscher reformierter Theologe (* 1666)
- 23. Februar: Massimiliano Soldani, italienischer Bildhauer und Medailleur (* 1656)
- 12. März: Gisela Agnes von Rath, Fürstin von Anhalt-Köthen (* 1669)
- 16. März: Christoph Andreas Johann Szembek, Fürstbischof von Ermland und Samland (* 1680)
- 25. März: Gabriel von Bömeln, Bürgermeister von Danzig (* 1658)
- 31. März: Johann Christoph Meurer, Generalsuperintendent (* 1668)
- 000März: Georg Wilhelm Saxer, norddeutscher Komponist und Organist
- 15. April: Abraham Frencel, sorbischer Geistlicher, Geschichtsschreiber und Sprachkundler (* 1656)
- 16. April: José de Armendáriz, spanischer Offizier und Kolonialverwalter, Vizekönig von Peru (* 1670)
- 21. April: Antonio Balestra, italienischer Maler, Zeichner und Kupferstecher (* 1666)
- 25. April: Simon Sasslaber, österreichischer Steinmetz und Bildhauer (* 1673)
- 29. April: Cristoforo Benedetti, italienischer Bildhauer, Steinmetz und Architekt (* 1657)
- 08. Mai: Maria Karolina Sobieska, polnischer Prinzessin, Herzogin von Bouillon (* 1697)
- 17. Mai: Jean Cavalier, Hauptanführer der Kamisarden im Cevennenkrieg und englischer Gouverneur von Jersey (* 1681)
- 30. Mai: Wilhelmine Charlotte Nüssler, Fürstin von Anhalt-Bernburg und Reichsgräfin von Ballenstedt (* 1683)

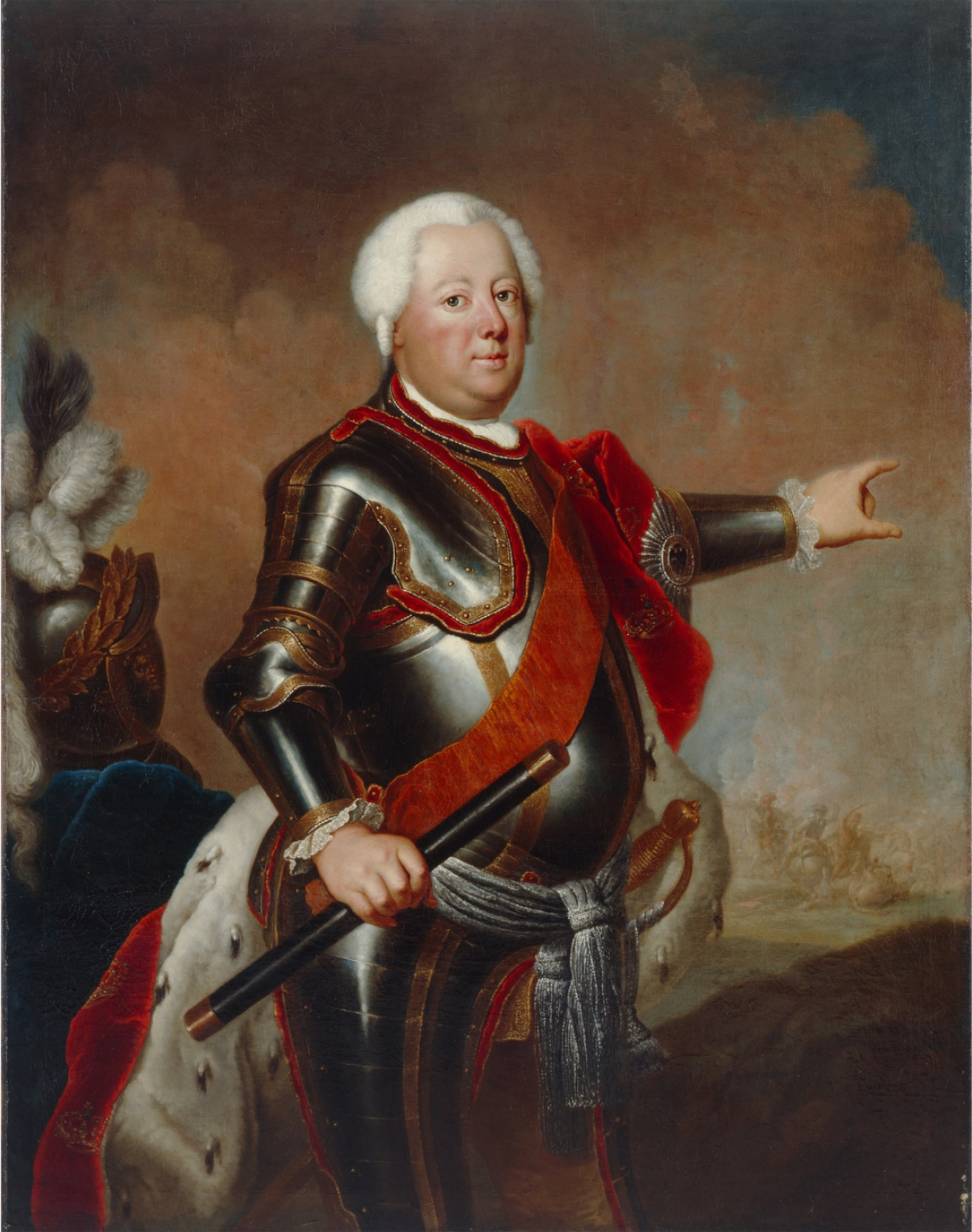
Friedrich Wilhelm I. von Preußen, um 1733

- 31. Mai: Friedrich Wilhelm I., König in Preußen und Markgraf von Brandenburg, Kurfürst des Heiligen Römischen Reichs (* 1688)
- 01. Juni: Samuel Werenfels, Schweizer reformierter Theologe (* 1657)
- 05. Juni: Johann Georg Abicht, thüringischer Theologe und Sprachforscher (* 1672)
- 05. Juni: Henry Grey, 1. Duke of Kent, britischer Peer (* 1671)
- 07. Juni: Maria Elisabeth von Österreich, habsburgische Prinzessin (* 1737)
- 07. Juni: Alexander Spotswood, britischer Politiker (* 1676)
- 15. Juni: Joseph Jenckes, Gouverneur der Colony of Rhode Islands and Providence Plantations (* 1656)
- 17. Juni: William Wyndham, 3. Baronet, englischer Adeliger und Politiker (* 1688)
- 24. Juni: Woldemar Freiherr von Löwendal, dänisch-norwegischer Adliger und kursächsischer Oberhofmarschall (* 1660)

### Zweites Halbjahr
- 05. Juli: John Wanton, Gouverneur der Colony of Rhode Islands and Providence Plantations (* 1672)
- 06. Juli: Claudius Amyand, französischer Chirurg (* 1680)
- 08. Juli: Pjotr Michailowitsch Jeropkin, russischer Architekt und Architekturtheoretiker (* um 1698)
- 16. Juli: Johann Kupetzky, böhmischer Maler (* um 1667)
- 16. Juli: Maria Anna von Pfalz-Neuburg, Königin von Spanien, Neapel, Sizilien und Sardinien sowie Herzogin von Mailand (* 1667)
- 19. Juli: Christian Christophersen Sehested, Kanzler von Dänemark (* 1666)
- 21. Juli: Johann Evangelist Holzer, deutsch-österreichischer Maler des Augsburger Barock (* 1709)
- 04. August: Wilhelm Heinrich von Thulemeyer, königlich preußischer Justizminister sowie Staats- und Kriegsminister (* 1683)
- 14. August: Johann Christian Lünig, deutscher Jurist, Historiker und Publizist (* 1662)
- 19. September: Bartolomeu Bueno da Silva, brasilianischer Bandeirante (* 1672)
- 22. September: Johann Georg Kannhäuser, bayerischer Baumeister und Stuckateur (* 1671)
- 25. September: Charlotte Wilhelmine Amalie Alexandrina von Nassau-Hadamar, Gräfin von Merode-Westerloo (* 1703)
- 05. Oktober: Jean-Philippe Baratier, deutsches Wunderkind und Sprachgenie; Mathematiker, Historiker und Orientalist (* 1721)
- 05. Oktober: Friedrich Opfergeldt, deutscher lutherischer Theologe und Geistlicher (* 1668)
- 11. Oktober: Magdalena Augusta von Anhalt-Zerbst, Herzogin von Sachsen-Gotha-Altenburg (* 1679)
- 12. Oktober: Joachim Friedrich von Flemming, kursächsischer Kammerherr, General der Kavallerie und Gouverneur von Leipzig (* 1665)

Grab Karls VI. in der Kapuzinergruft

- 20. Oktober: Karl VI., römisch-deutscher Kaiser, Erzherzog von Österreich, König von Böhmen, Ungarn und Kroatien, Neapel, Sardinien und Sizilien (* 1685)
- 28. Oktober: Anna, Kaiserin von Russland (* 1693)
- 04. November: Peter Friedrich Arpe, deutscher Jurist (* 1682)
- 22. November: Georg Gsell, Schweizer Maler, Kunstberater und Kunsthändler (* 1673)
- 28. November: Günther XLIII., Fürst von Schwarzburg-Sondershausen (* 1678)
- 28. November: Johann Adolf von Metsch, Reichsvizekanzler des Heiligen Römischen Reiches (* 1672)
- 03. Dezember: Wilhelm Ludwig Bardili, Bürgermeister von Heilbronn (* 1668)
- 11. Dezember: Sidonia Hedwig Zäunemann, deutsche Dichterin (* 1711)
- 14. Dezember: Johann Amman, Schweizer Arzt und Botaniker (* 1707)
- 26. Dezember: Moritz Ludwig II. von Nassau-LaLecq, Reichsgraf von Nassau-LaLecq, Herr von Beverweerd und Lek (* 1670)

### Genaues Todesdatum unbekannt
- Abbas III., Schah von Persien aus der Dynastie der Safawiden (* 1731)
- Hans Balthasar Burckhardt, Schweizer Unternehmer und Politiker (* 1676)
- Amalie Wilhelmine von Königsmarck, schwedische Adelige (* 1663)
- Granny Nanny, aus dem Volk der Aschanti stammende jamaikanische Maroon (* 1700)
- Tahmasp II., Schah von Persien aus der Dynastie der Safawiden (* 1704)